# Pożary lasów w Grecji (2018)
Pożary lasów w Grecji – seria pożarów, które swoim zasięgiem objęły Attykę w Grecji. Pożary wybuchły w lipcu 2018 roku na wschód i zachód od Aten. Grecki rząd ogłosił trzydniową żałobę narodową.

## Opis wydarzeń
Pożary lasów w Attyce przybrały na sile 23 lipca. Na wieść o wybuchu pożarów premier Aleksis Tsipras skrócił wizytę w Bośni i Hercegowinie. Pożary zaczęły rozprzestrzeniać się w trzech miejscach.
Rozniecone przez wiatry płomienie zniszczyły miejscowość Mati. Podczas ewakuacji wsi uratowano prawie 700 osób, które uciekły na wybrzeże. Z morza wyciągnięto 19 ocalałych i 4 ciała. Po ugaszeniu ognia ratownicy odnaleźli w jednym z budynków zwłoki 26 osób, które obejmowały się nawzajem, gdy umierały. Według burmistrza Rafiny, Evangalosa Bournosa, w wyniku pożaru zostało zniszczonych lub uszkodzonych ponad 1000 budynków.
Według urzędników cytowanych przez Agence France Presse pożar mogli wywołać podpalacze chcący złupić opuszczone domy.

## Akcja ratunkowa i liczba ofiar
Premier Aleksis Tsipras ogłosił stan wyjątkowy w Attyce. Rząd Grecji uruchomił europejski mechanizm obrony cywilnej, aby prosić o pomoc inne kraje Unii Europejskiej. Grecja poprosiła Stany Zjednoczone o wypożyczenie dronów do obserwacji i wykrywania zagrożeń. W wyniku pożarów zginęły 102 osoby.
Swoją pomoc zaoferowały: Albania, Armenia, Australia, Bułgaria, Chorwacja, Cypr, Czarnogóra, Francja, Hiszpania, Izrael, Macedonia, Malta, Niemcy, Polska, Portugalia, Rosja, Rumunia, Turcja i Włochy.

## Ofiary pożarów
| Kraj     | Ofiary śmiertelne |
| -------- | ----------------- |
| Grecja   | 97                |
| Polska   | 2                 |
| Belgia   | 1                 |
| Gruzja   | 1                 |
| Irlandia | 1                 |
| Razem    | 102               |